# Federico Guglielmo di Schleswig-Holstein-Sonderburg-Augustenburg
Federico Guglielmo di Schleswig-Holstein-Sonderburg-Augustenburg (Sønderborg, 18 novembre 1668 – Augustenburg, 3 giugno 1714) è stato un nobile danese.
Era un membro del Casato di Oldenburg e un principe di Schleswig-Holstein-Sonderburg-Augustenburg.

## Biografia
Era il figlio più giovane del Duca Ernesto Günther di Schleswig-Holstein-Sonderburg-Augustenburg e di sua moglie, Augusta di Schleswig-Holstein-Sonderburg-Glücksburg. Nel 1675, quando suo padre si accordò con il Conte Peder Griffenfeld per il matrimonio della sorella di Federico Guglielmo, a lui venne accordata la carica di prevosto della Cattedrale di Amburgo e di governatore di Als. Egli si insediò come prevosto a Amburgo nel 1676, dopo che il detentore della carica Kielmansegge morì. Quando suo padre morì nel 1689, il testamento stabilì che i suoi possedimenti sarebbero andati alla vedova, che avrebbe avuto il diritto di stabilire la successione. Lei prese una decisione, supportata dal Re, nel 1692. Il suo figlio maggiore vivente, Ernesto Augusto,  venne escluso dall'eredità, perché si era convertito al Cattolicesimo, lasciando il ducato a Federico Guglielmo, che era l'unico altro figlio sopravvissuto. Quasi contemporaneamente, Federico Guglielmo fu anche nominato governatore di Sønderborg.
Però, quando Ernesto Augusto si riconvertì al Luteranesimo nel 1695, venne nominato governatore di Sønderborg, perché residente lì. Ernesto Augusto fu anche rinominato erede del Schleswig-Holstein-Sonderburg-Augustenburg. Nonostante ciò, quando Ernesto Augusto morì senza figli nel 1731, il figlio di Federico Guglielmo, Cristiano Augusto ereditò il ducato.
Quando sua madre morì nel 1701, Federico Guglielmo ereditò il Palazzo di Augustenborg, Rumohrsgaard e Evelgunde. Nel 1703, egli acquistò la residenza di Avnbølgaard nel Sundeved.
Federico Guglielmo servì come Generale Maggiore nelle armate danesi.
Il 27 novembre 1694, sposò Sofia Amalia, la figlia del Cancelliere, Federico di Ahlefeldt, Conte di Langeland. Essa morì il 24 dicembre 1741.

## Ascendenza
|                                                                        |                                                           |                                                            | Genitori                                                  |  |  | Nonni |  |  | Bisnonni                                           |  |  | Trisnonni                          |  |
|                                                                        |                                                           |                                                            |                                                           |  |  |       |  |  | 8. Johann, I duca di Schleswig-Holstein-Sonderburg |  |  | 16. Christian III, re di Danimarca |  |
|                                                                        |                                                           |                                                            |                                                           |  |  |       |  |  | 8. Johann, I duca di Schleswig-Holstein-Sonderburg |  |  | 16. Christian III, re di Danimarca |  |
|                                                                        |                                                           | 17. duchessa Dorothea von Sachsen-Lauenburg                |                                                           |  |  |       |  |  | 8. Johann, I duca di Schleswig-Holstein-Sonderburg |  |  |                                    |  |
| 4. Alexander, II duca di Schleswig-Holstein-Sonderburg                 |                                                           |                                                            |                                                           |  |  |       |  |  | 8. Johann, I duca di Schleswig-Holstein-Sonderburg |  |  |                                    |  |
|                                                                        |                                                           | 9. principessa Lisbeth von Braunschweig-Grubenhagen        | 18. Ernst III, VIII duca di Brunswick-Grubenhagen         |  |  |       |  |  |                                                    |  |  |                                    |  |
|                                                                        |                                                           | 9. principessa Lisbeth von Braunschweig-Grubenhagen        | 18. Ernst III, VIII duca di Brunswick-Grubenhagen         |  |  |       |  |  |                                                    |  |  |                                    |  |
|                                                                        |                                                           | 9. principessa Lisbeth von Braunschweig-Grubenhagen        | 19. duchessa Margarete von Pommern-Wolgast                |  |  |       |  |  |                                                    |  |  |                                    |  |
| 2. Ernst Günther, I duca di Schleswig-Holstein-Sonderburg-Augustenburg |                                                           | 9. principessa Lisbeth von Braunschweig-Grubenhagen        |                                                           |  |  |       |  |  |                                                    |  |  |                                    |  |
|                                                                        |                                                           | 10. Johann Günther I, I conte di Schwarzburg-Sondershausen | 20. Günther XL, I conte di Schwarzburg                    |  |  |       |  |  |                                                    |  |  |                                    |  |
|                                                                        |                                                           | 10. Johann Günther I, I conte di Schwarzburg-Sondershausen | 20. Günther XL, I conte di Schwarzburg                    |  |  |       |  |  |                                                    |  |  |                                    |  |
|                                                                        |                                                           | 10. Johann Günther I, I conte di Schwarzburg-Sondershausen | 21. contessa Elisabeth von Isenburg-Büdingen-Wächtersbach |  |  |       |  |  |                                                    |  |  |                                    |  |
| 5. contessa Dorothea von Schwarzburg-Sondershausen                     |                                                           | 10. Johann Günther I, I conte di Schwarzburg-Sondershausen |                                                           |  |  |       |  |  |                                                    |  |  |                                    |  |
|                                                                        |                                                           | 11. contessa Anna von Oldenburg                            | 22. Anton I, IV conte di Oldenburg                        |  |  |       |  |  |                                                    |  |  |                                    |  |
|                                                                        |                                                           | 11. contessa Anna von Oldenburg                            | 22. Anton I, IV conte di Oldenburg                        |  |  |       |  |  |                                                    |  |  |                                    |  |
|                                                                        |                                                           | 11. contessa Anna von Oldenburg                            | 23. duchessa Sofie von Sachsen-Lauenburg                  |  |  |       |  |  |                                                    |  |  |                                    |  |
| 1. duca Ernst August von Schleswig-Holstein-Sonderburg-Augustenburg    |                                                           | 11. contessa Anna von Oldenburg                            |                                                           |  |  |       |  |  |                                                    |  |  |                                    |  |
|                                                                        | 12. Johann, I duca di Schleswig-Holstein-Sonderburg (= 8) | 24. Christian III, re di Danimarca (= 16)                  |                                                           |  |  |       |  |  |                                                    |  |  |                                    |  |
|                                                                        | 12. Johann, I duca di Schleswig-Holstein-Sonderburg (= 8) | 24. Christian III, re di Danimarca (= 16)                  |                                                           |  |  |       |  |  |                                                    |  |  |                                    |  |
|                                                                        | 12. Johann, I duca di Schleswig-Holstein-Sonderburg (= 8) | 25. principessa Dorothea von Sachsen-Lauenburg (= 17)      |                                                           |  |  |       |  |  |                                                    |  |  |                                    |  |
| 6. Philipp, I duca di Schleswig-Holstein-Sonderburg-Glücksburg         | 12. Johann, I duca di Schleswig-Holstein-Sonderburg (= 8) |                                                            |                                                           |  |  |       |  |  |                                                    |  |  |                                    |  |
|                                                                        |                                                           | 13. principessa Lisbeth von Braunschweig-Grubenhagen (= 9) | 26. Ernst III, VIII duca di Brunswick-Grubenhagen (= 18)  |  |  |       |  |  |                                                    |  |  |                                    |  |
|                                                                        |                                                           | 13. principessa Lisbeth von Braunschweig-Grubenhagen (= 9) | 26. Ernst III, VIII duca di Brunswick-Grubenhagen (= 18)  |  |  |       |  |  |                                                    |  |  |                                    |  |
|                                                                        |                                                           | 13. principessa Lisbeth von Braunschweig-Grubenhagen (= 9) | 27. duchessa Margarete von Pommern-Wolgast (= 19)         |  |  |       |  |  |                                                    |  |  |                                    |  |
| 3. duchessa Auguste von Holstein-Sonderburg-Glücksburg                 |                                                           | 13. principessa Lisbeth von Braunschweig-Grubenhagen (= 9) |                                                           |  |  |       |  |  |                                                    |  |  |                                    |  |
|                                                                        |                                                           | 14. Franz II, VI duca di Sassonia-Lauenburg                | 28. Franz I, V duca di Sassonia-Lauenburg                 |  |  |       |  |  |                                                    |  |  |                                    |  |
|                                                                        |                                                           | 14. Franz II, VI duca di Sassonia-Lauenburg                | 28. Franz I, V duca di Sassonia-Lauenburg                 |  |  |       |  |  |                                                    |  |  |                                    |  |
|                                                                        |                                                           | 14. Franz II, VI duca di Sassonia-Lauenburg                | 29. principessa Sibylle von Sachsen                       |  |  |       |  |  |                                                    |  |  |                                    |  |
| 7. duchessa Sophie Hedwig von Sachsen-Lauenburg                        |                                                           | 14. Franz II, VI duca di Sassonia-Lauenburg                |                                                           |  |  |       |  |  |                                                    |  |  |                                    |  |
|                                                                        |                                                           | 15. principessa Maria von Braunschweig-Wolfenbüttel        | 30. Julius, III duca di Brunswick-Wolfenbüttel            |  |  |       |  |  |                                                    |  |  |                                    |  |
|                                                                        |                                                           | 15. principessa Maria von Braunschweig-Wolfenbüttel        | 30. Julius, III duca di Brunswick-Wolfenbüttel            |  |  |       |  |  |                                                    |  |  |                                    |  |
|                                                                        |                                                           | 15. principessa Maria von Braunschweig-Wolfenbüttel        | 31. margravia Hedwig von Brandenburg                      |  |  |       |  |  |                                                    |  |  |                                    |  |
|                                                                        |                                                           | 15. principessa Maria von Braunschweig-Wolfenbüttel        |                                                           |  |  |       |  |  |                                                    |  |  |                                    |  |